# 큰왕풀
큰왕풀(giant king grass)은 네이피어풀(Napier grass), 우간다풀(Uganda grass), 코끼리풀(elephant grass)이라고도 불리며, 아프리카 풀밭에 자라는 다년생 열대풀의 일종이다. 물, 영양 요구치가 낮아서 척박한 땅을 활용할 수 있다. 이 야생종은 역사적으로 주로 방목 가축의 먹이로 쓰였다. 요즘에는 밀당식 농업 해충 관리(en:Push-pull agricultural pest management) 전략의 일부분으로 쓰인다. 이 기술은 원하는 작물 사이에 해충을 쫓는 밀기 식물('push' plant)을 심으며, 농경지의 둘레를 따라 해충을 농경지 밖으로 쫓아내는 당기기 식물('pull' crop)을 심는다. 큰왕풀은 옥수수에서 줄기뚫이나방(stemborer moth, 아프리카의 주요 수확량 감소 요인)을 유인할 수 있으며 따라서 당기기 식물로 쓰일 수 있다. 이 전략은 살충제 사용보다 훨씬 지속가능하며, 쓰임새가 더 많고 부담이 덜하다. 큰왕풀은 이 뿐만 아니라 토양비옥도도 향상시키며 건조한 대지의 토양 침식(en:Soil erosion)도 방지하고 방화대, 방풍대, 종이 펄프 생산, 최근에는 바이오 오일, 가스, 석탄 생산에도 활용된다.

## 설명
큰왕풀은 벼과에 속한 외떡잎식물 C4 다년생풀이다. 키가 크며 대나무처럼 생긴 튼튼한 줄기 다발을 형성한다. 큰왕풀은 잡종식물이지만 씨앗이 완전히 형성되는 경우는 드물고, 보통은 모체에서 지면 위를 뻗어나가는 기는 줄기(en:Stolon) 형태의 영양생식으로 번식한다. 이 종은 생물질 생산량이 높아 연간 헥타르 당 40톤에 달하며, 해마다 4-6번 수확할 수 있다.  큰왕풀은 100일 만에 4m까지 자랄 수 있다. 게다가 물, 영양 필요량도 낮다.
큰왕풀은 씨앗으로 번식할 수도 있지만, 씨앗 생산은 지속성이 떨어지고 씨앗을 모으기 힘들다. 그래서 보통 기는 줄기를 잘라 번식시킨다. 잘라낸 줄기는 고랑을 따라 반경 75cm 간격을 두고 삽입한다.

## 밀당 해충 관리 전략
줄기뚫이벌레(옥수수만연뚫이나방(:en:Busseola fusca), 점박이만연뚫이나방(:en:Chilo partellus))는 남부, 동부 아프리카에서 10%, 사하라 이남 아프리카에서 14-15%의 총 수확량 감소의 원인이 된다. 이 녀석들의 애벌레는 옥수수와 수수의 줄기를 파먹어들어가면서 어마어마한 손상을 끼친다. 이러한 습성 때문에 애벌레를 찾기도 힘들고, 식물 생장에 필수적인 관조직도 상한다. 살충제는 줄기뚫이벌레(stemborer)를 상대로는 잘 먹히지 않는데, 살충제가 줄기 주변의 세포벽층을 뚫고 애벌레에 닿지 못하기 때문이다. 살충제는 가난한 농부들에게는 비싸기도 하며, 해충이 내성을 키울 수도 있다. 화학물질이 경작물에 함유되기도 한다. 밀당 전략(stimuli-deterrent)은 가치 있는 작물의 손상을 방지하기 위해, 해충의 출현을 막으려 드는 대신 필연적인 생물학적 진화를 유도하는 것을 목표로 한다. 이 방식은 알을 낳고자 하는 나방을 내쫓는 도둑놈의갈고리류(en:Desmodium)(밀기 식물)을 수수나 옥수수 사이에 심는다. 도둑놈의갈고리류는 지면을 덮어서 제초에 드는 노동력을 줄이고, 질소를 고정시켜 땅을 좀 더 비옥하게 만들기도 한다. 이 기피물은 경작지 둘레에 큰왕풀과 같이 심는다. 밀당 전략을 사용한 케냐의 농부들이 기생식물 스트리가 89% 감소, 토양비옥도 83% 증가, 줄기뚫이벌레 통제에 52% 효과성을 거두었다는 연구가 있다. 스트리가, 줄기뚫이벌레, 저조한 토양비옥도로 인해 총 70억 달러 만큼의 경작물 감소가 일어나며, 이는 2700만명의 사람들을 먹이기에 충분한 양이라는 것을 고려해보면, 이 기술을 시행할 경우 식품 불안정성(food insecurity)을 크게 줄일 수 있을 것으로 보인다.

### 밀당 해충 관리
밀당식 해충 관리 전략이 확실히 지속가능하며 부담이 낮긴 하지만, 그 성공 여부는 전략을 다른 생태적 방식과 함께 적절하게 시행할 수 있는지에 크게 좌우된다. 우선, 모든 큰왕풀 품종을 이 전략에 쓸 수는 없다. 여덟 품종을 연구한 결과, 알을 낳을 장소를 찾는 암컷 나방이 옥수수를 마다하게 만든 품종은 바나(bana), 우간다 헤어리스(Ugandan hairless) 뿐이었으며, 둘 중 바나 품종만 애벌레의 생존률을 크게 낮췄다. 현장에서는 전체 경작지의 둘레에 세 줄의 바나 품종 큰왕풀을 심는 것을 추천한다. 각각의 작물들의 이종감응물질을 조작하고, 자연 유래 화학물질에 대한 곤충의 민감성을 조사함으로써 다양한 작물 조합을 시험한다면 밀당 전략이 향상될 가능성이 있다. 줄기뚫이벌레가 깊숙이 퍼지고 나면 애벌레가 휴면 상태로 남아있을 수 있어서 제거하기 어려워진다. 따라서 밀당 관리 전략이 생각했던 것만큼 효과를 보지 못할 수 있다. 감염 상태가 아주 심할 경우 다음 해에는 옥수수도 수수도 심어서는 안 되며, 대신 다른 식물을 윤작해야 한다. 감염된 줄기를 불태우거나, 줄기를 따로 쓸 일이 있다면 3일 동안 열대의 강렬한 햇볕을 쬐이는 것도 중요하다. 밀당 해충 관리 기법으로 원하는 결과를 얻기 위해서는 적절한 생태 기술과 함께해야 한다. 마지막으로, 밀당 체계를 구축하기 위해선 처음에는 많은 노동력이 필요하며, 특용작물(en:Industrial crop)을 심기 위해서는 충분한 영역이 필요하다. 이러한 요소들 때문에 밀당 체계를 단념하는 경우도 많다. 어떤 프로그램은 가축 사육과의 동시 적용 방식을 홍보하여, 큰왕풀에 경제적 가치를 부가하고 밀당 전략 적용률을 향상시킬 수 있다. 더 많은 정보는 http://www.push-pull.net/ 에서, 적용 방식에 관한 상세한 정보는 http://www.push-pull.net/farmers_guide_2012.pdf에서%5B깨진+링크(과거+내용+찾기)%5D 볼 수 있다.

## 다른 용도

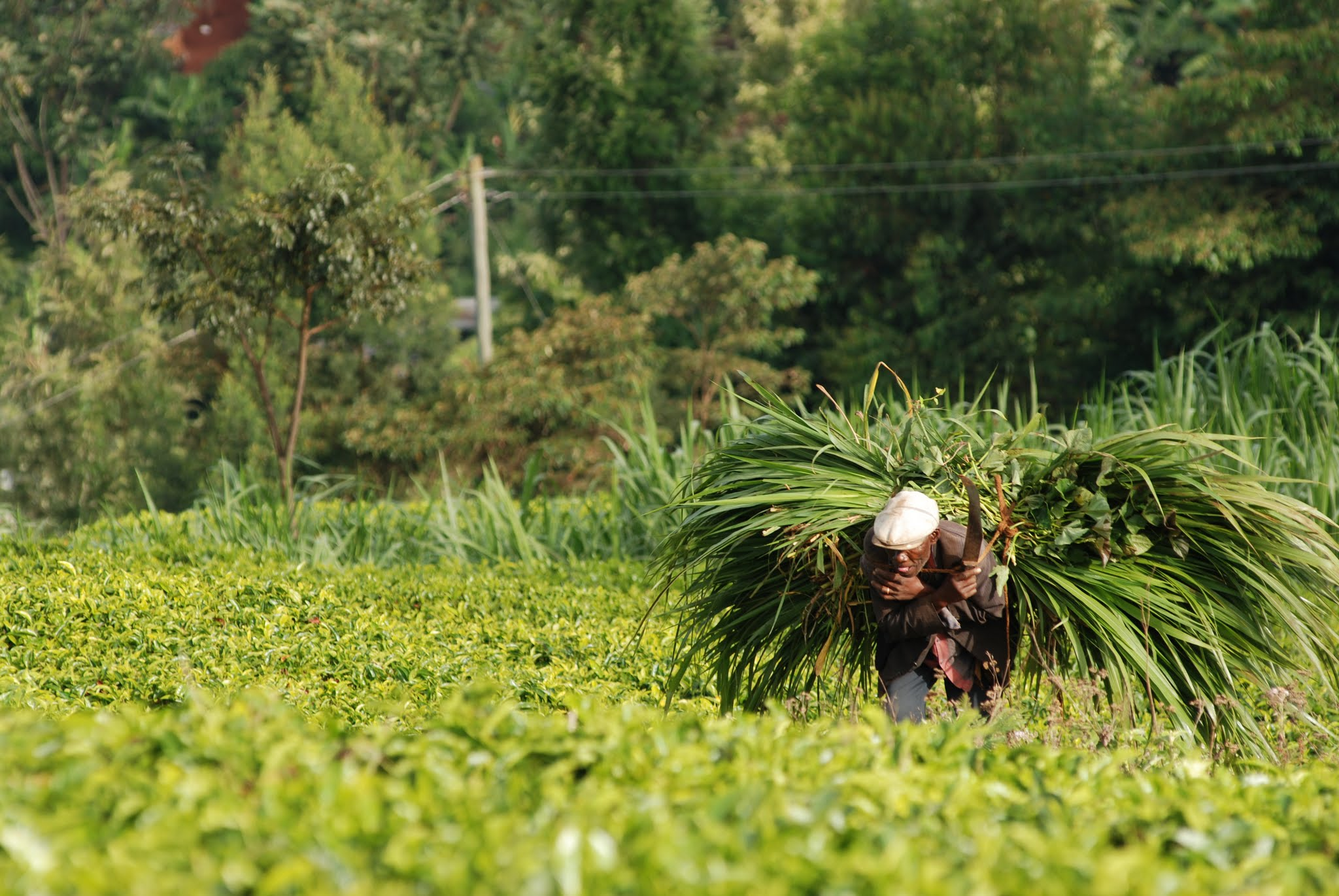
케냐에서 사료 작물로 쓰이는 코끼리풀

큰왕풀은 동부 아프리카에서 낙농부(en:Dairy farmer)에게 제일 중요한 사료 작물(en:Fodder crop)이다. 생산성이 뛰어나 소와 들소에게 먹이기에 특히 적합하기 때문이다. 아프리카에서 코끼리 사료로도 흔히 쓰여서 코끼리풀이라는 이름이 붙기도 했다. 우간다 헤어리스와 같은 털이 없는 품종이 사료로서의 가치가 훨씬 높다. 큰왕풀은 물과 영양분 요구치가 낮으며, 건조한 지역을 방목을 통해 생산적으로 활용할 수 있다. 게다가 가축은 밀당 관리 체계에 통합될 수 있어서 덫 식물('trap' plant)에 경제적 유용성을 더할 수 있다. 큰왕풀은 토양 침식을 방지하기 때문에 아프리카 조경 사업에도 가치가 높고 방화대, 방풍대로도 활용 가능하다. 좀 더 최근에는, 큰왕풀은 음식 생산에 대한 요구를 만족시키는 데 쓰이는데, 에너지 작물(en:Energy crop) 말고는 경작이 불가능한 2Gha의 땅이 있기 때문이다. 열적 열분해 변환(Thermal pyrolytic conversion)은 석탄, 바이오가스, 바이오오일을 생산하는 데 쓰인다. 이 기술이 현재 활용되지는 않지만, 아프리카의 지역사회에서 에너지 생산 수단으로 활용되면서 토양도 비옥하게 만든다는 일석이조를 거둘 수 있을 것이다. 큰왕풀은 연료의 원료로도 쓰인다. 어린 이파리와 새싹은 먹을 수 있으며, 조리하여 수프와 스튜를 만드는 데 쓰인다.
네덜란드의 기업 또한 큰왕풀로 포장용 플라스틱을 만들어냈다.
스웨덴의 청정기술 스타트업인 ‘넥스트퓨얼(NextFuel)'사에서 큰왕풀 조개탄을 생산하고 있는데, 큰왕풀을 수확해 조개탄을 만들 경우 큰왕풀이 공기 중에서 흡수한 양보다 훨씬 적은 양의 이산화탄소를 방출하여 친환경적인 발전 원료로 주목받고 있다. 넥스트퓨얼은 큰왕풀 조개탄을 사용하면 석탄 대비 105%의 이산화탄소 배출량을 줄일 수 있다고 밝혔다. 큰왕풀을 반응기에 넣으면 30분 뒤에 조개탄이 만들어지는데, 이 때 같이 만들어지는 가스는 현지에서 연료로 사용할 수 있다. 오스트리아에 큰왕풀 조개탄을 연료로 사용하는 발전소가 지어진 바 있다.
아프리카 현지에서는 큰왕풀의 줄기를 볼가 바구니(Bolga Basket) 따위의 공예품을 만드는 데 사용한다.
태국에서는 물고기 양식업자들이 사료로 사용하기도 한다.